# FC Metalist 1925 Járkiv
El Football Club Metalist 1925 Járkiv es un club de fútbol profesional de la ciudad de Járkiv, Ucrania. Fue fundado en 2016 y actualmente juega en la Liga Premier de Ucrania, la primera competición del país. Su cancha es el Estadio Metalist con capacidad para 40.003 espectadores.
Metalist 1925 Járkiv fue el tercer clasificado de la Perha Liha en la temporada 2020-21, así como tercer clasificado de la Druha Liha en 2017-18. También fue subcampeón del Campeonato de Fútbol Amateur de Ucrania en su primera temporada. Para 2021 fue promovido a la Liga Premier ucraniana.
Metalist 1925 Járkiv es el segundo club en Ucrania para atender partidos de casa en el campeonato.
La filosofía del club se basa en buscar jugadores locales. Así en el primer equipo de Metalist 1925 Járkiv, 22 jugadores son de Járkiv. En la alineación del equipo en la primera parte de la temporada 2017-18, 24 de 27 jugadores procedían de escuelas de fútbol de la óblast de Járkov, en la segunda parte de la temporada, 21 de 25, en la temporada 2018-19 fueron 23 de 30 jugadores. 
Legalmente, Metalist 1925 Kharkiv no es el sucesor legal de FC Metalist Járkiv, el cual fue excluido en 2016, porque su último dueño, Serguéi Kurchenko, acabó en impagos con el club y renunció a venderlo a otros potenciales inversores.

## Historia
Comenzó su existencia en el verano de 2016. Cuando varios clubes de fútbol en la liga tenían graves problemas de deudas, el club original FC Metalist Kharkiv poseído por Serguéi Kurchenko vio rechazada su licencia en 2014 por la Federación de Fútbol de Ucrania y fue expulsado de las competiciones nacionales. El Metalist de Kurchenko continuó jugando en competiciones regionales como el «SC Metalist Kharkiv».
En la iniciativa del anterior vicepresidente de la FFU y cabeza de la Federación de Fútbol de la Óblast de Járkov, Storozhenko junto con el antiguo jugador del Metalist, Volodímir Linke, creó un club nuevo que recibió el nombre de FC Metalist 1925 Kharkiv. El Metalist 1925 Kharkiv comenzó su desempeño en la temporada 2016-17 del Campeonato Amateur de Fútbol Ucraniano, siendo el ganador de grupo, aunque perdió el partido final. En julio de 2017, el club fue admitido a la Druha Liha (tercera división de Ucrania).
El 7 de julio de 2017, Metalist 1925 Kharkiv presentó un escudo nuevo.

## Infraestructura
El Metalist 1925 Kharkiv juega sus partidos como local en el Estadio Metalist. Tiene su sitio de formación propio en la ciudad de Visokyi, también tienen algunos entrenamientos específicos que se llevan a cabo en la Universidad Pedagógica Nacional de Járkov.

## Palmarés
Persha Liha
- Tercer clasificado (1): 2020–21

Druha Liha
- Tercer clasificado (1): 2017–18

Campeonato de Fútbol Amateur de Ucrania
- Subcampeón (1): 2016–17

## Temporadas
| Temporada | Div.                     | Pos. | PJ | V  | E | D  | GF | GC | P  | Copa          | Otro                                           | Notas                      |
| --------- | ------------------------ | ---- | -- | -- | - | -- | -- | -- | -- | ------------- | ---------------------------------------------- | -------------------------- |
| 2016-17   | Campeonato Amateur (4.ª) | 1    | 20 | 13 | 4 | 3  | 46 | 18 | 43 |               | Derrota en la final directa                    | Ganador de grupo. Promueve |
| 2017-18   | Druha Liha (3.ª)         | 2    | 33 | 21 | 4 | 8  | 77 | 27 | 67 | 1⁄64 de final |                                                | Promueve                   |
| 2018-19   | Persha Liha (2.ª)        | 4    | 28 | 15 | 6 | 7  | 35 | 20 | 51 | 1⁄16 de final |                                                |                            |
| 2019-20   | Persha Liha (2.ª)        | 7    | 30 | 15 | 6 | 9  | 44 | 34 | 51 | 1⁄32 de final |                                                |                            |
| 2020-21   | Persha Liha (2.ª)        | 3    | 30 | 16 | 8 | 6  | 36 | 22 | 56 | 1⁄64 de final |                                                | Promueve                   |
| 2021-22   | Liga Premier (1.ª)       | 10   | 18 | 6  | 1 | 11 | 17 | 30 | 19 | 1⁄4 de final  | Competiciones suspendidas por la invasión rusa |                            |